# Nordmannia ilicioides
Nordmannia ilicioides är en fjärilsart som beskrevs av Gerhard 1853. Nordmannia ilicioides ingår i släktet Nordmannia och familjen juvelvingar. Inga underarter finns listade i Catalogue of Life.